# Tlatoani

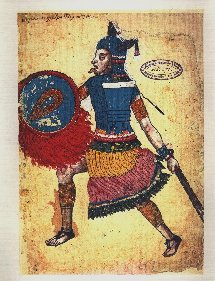
Acolmiztli Nezahualcóyotl, tlatoani di Texcoco, in una raffigurazione

Tlatoani (nāhuatl: Tlahtoāni [tɬaʔtoˈaːni] , plurale Tlahtoqueh [tɬaʔ'tokeʔ], sovrano, re) è un termine della lingua nahuatl che in epoca precolombiana indicava il re nelle città di dominazione azteca. Letteralmente significa "Colui che può parlare", ma il suo significato viene ordinariamente tradotto con il termine "imperatore".
Gli imperatori di Tenochtitlan, Texcoco e Tlacopan venivano chiamati con l'appellativo di Huey Tlatoani ("grande oratore"; nahua classico: Huēyitlahtoāni [weːjtɬaʔtoˈaːni]), in riferimento alla particolare influenza del loro potere sui territori circostanti.
I tlatoani erano a capo delle āltepētl, le città-stato azteche della Valle del Messico. Ogni āltepētl aveva il proprio tlatoani che fungeva contemporaneamente da suo governante, sommo sacerdote e comandante in capo. Il tlatoani esercitava l'autorità suprema su tutte le terre all'interno della città-stato, supervisionando la raccolta dei tributi, le attività di mercato, gli affari religiosi e la risoluzione delle dispute giudiziarie. Tipicamente un governante dinastico proveniente dalla linea reale, il tlatoani serviva a vita. Tuttavia, in certi casi, un consiglio di nobili, anziani e sacerdoti poteva eleggere un tlatoani da un gruppo di quattro candidati.

## Gerarchia di comando
Il cihuācōātl, il secondo in comando dopo il tlatoani, era un membro della nobiltà e serviva come giudice supremo per il sistema giudiziario, nominava tutti i giudici di grado inferiore e gestiva gli affari finanziari dell'āltepētl.

## Il ruolo deltlatoaniin tempo di guerra
In tempo di guerra, il tlahtoāni sarebbe stato incaricato di creare piani di battaglia e strategie per il suo esercito. Avrebbe redatto questi piani dopo aver ricevuto informazioni da vari esploratori, messaggeri e spie inviati a un āltepētl nemico e aver ricevuto rapporti dettagliati da queste. Ciò era essenziale perché garantiva la sicurezza e il successo di ogni battaglia.
Queste disposizioni sarebbero state dettagliate dalle strutture cittadine all'area circostante. Il tlahtoāni sarebbe stato il più informato su qualsiasi conflitto e sarebbe stato il principale responsabile delle decisioni durante la guerra.
Il re era anche incaricato di ottenere e mantenere il sostegno degli alleati inviando doni ed emissari. Durante la guerra, il tlatoani sarebbe stato immediatamente informato delle morti e delle catture dei suoi guerrieri. Sarebbe stato anche incaricato di informare i suoi cittadini sui guerrieri caduti o catturati e avrebbe presentato doni a chi tornava vittorioso.